# Zastava M70
El rifle Zastava M70 (en alfabet ciríl·lic serbi: Застава М70) és un rifle d'assalt de 7,62 × 39 mm. Desenvolupat a la República Federal Socialista de Iugoslàvia per Armes Zastava durant la dècada de 1960, l'M70 era una variant sense llicència del kalàixnikov soviètic. A causa de les diferències polítiques entre la Unió Soviètica i Iugoslàvia durant la guerra freda, després que Iugoslàvia es negués unir-se al Pacte de Varsòvia, Zastava no va poder obtenir directament les especificacions tècniques i van optar per l'enginyeria inversa del tipus d'arma. Tot i que l'M70 era funcionalment idèntic a un kalàixnikov, tenia característiques úniques incorporades que li permetien disparar granades de rifle. Aquests incloïen un receptor més gruixut, un nou pestell per a la coberta de pols per assegurar-se que no es deixés soltar per una descàrrega de granada i un suport de visió de granada plegable sobre el bloc de gas del rifle, que també tanca el sistema de gas quan s'aixeca.